# Costești (Buzău)
Costeşti é uma comuna romena localizada no distrito de Buzău, na região de Valáquia. A comuna possui uma área de 53.00 km² e sua população era de 4698 habitantes segundo o censo de 2007.